# Bruce Pittman
Bruce Pittman (Toronto, 1950) è un regista, sceneggiatore e montatore canadese, famoso per aver diretto il film horror Prom Night II - Il ritorno.

## Filmografia

### Regista
- The Maker and the Process (1970) Cortometraggio televisivo
- Saturday Night at the Movies (1974) Serie TV
- Hailey's Gift (1977) Film TV
- Talking Film (1978) Serie TV
- World According to Nicholas (1979) Serie TV
- The Olden Days Coat (1981) Cortometraggio
- David (1982) Cortometraggio televisivo
- I Know a Secret (1982) Cortometraggio
- The Moviemakers, l'episodio "The Films of Frank Capra" (1983)
- Home from Far (1983) Cortometraggio televisivo
- Cornet at Night (1983) Film TV
- The Painted Door (1984) Cortometraggio
- The Legs of the Lame (1985) Cortometraggio
- Confidential (1986)
- Mark of Cain (1986)
- Adderly (Adderly), l'episodio "Brotherly Love" (1986)
- The Dream and the Triumph (1986) Cortometraggio
- Airwolf (Airwolf), gli episodi "A Piece of Cake" (1987) e "Mime Troupe" (1987)
- Prom Night II - Il ritorno (Prom Night II) (1987)
- Ai confini della realtà (The Twilight Zone), l'episodio "La nostra Selena sta morendo" (1988)
- Chasing Rainbows (1988) Miniserie TV
- Friday's Curse, gli episodi "And Now the News" (1988) e "The Mephisto Ring" (1989)
- E.N.G. - Presa diretta (E.N.G.) (1989) Serie TV
- Where the Spirit Lives (1989)
- Street Legal (Street Legal), l'episodio "Leon's Story" (1990)
- La strada per Avonlea (Avonlea), gli episodi "Sara la narrastorie" (1990) e "La maledizione di Lloyd" (1990)
- Maniac Mansion (1990) Serie TV
- The Hidden Room, l'episodio "A Friend in Need" (1991)
- The Ray Bradbury Theatre, gli episodi "The Screaming Woman" (1986) e "Let's Play Poison" (1992)
- Beyond Reality, gli episodi "Asylum" (1991), "Sins of the Father" (1992) e "Nightmare Without End" (1992)
- Catwalk (Catwalk) (1992) Serie TV
- Blood Brothers (1993)
- Neon Rider (Neon Rider), gli episodi "Blood Feud" (1990), "Father and Son" (1990), "Playing with Fire" (1990), "Running Man" (1990), "Starting Over" (1990), "Black Moon Rising" (1991), "Bread and Water" (1991), "Providence" (1991), "The Twelfth Step" (1991), "Color Line" (1992), "Daniel" (1992), "Labour Day" (1992), "Saint Walt" (1992), "The Best Man" (1993), "Fathers" (1994), "Little Con" (1994) e "The Secret Life of Garret Tuggle" (1994)
- North of 60, l'episodio "The Getting of Wisdom" (1994)
- Silent Witness: What a Child Saw (1994) Film TV
- Forever Knight (Forever Knight), l'episodio "Father's Day" (1994)
- Harrison Bergeron (1995) Film TV
- TekWar (TekWar), gli episodi "Chill Factor" (1995), "Carlotta's Room" (1995), "The Gate" (1996) e "Redemption" (1996)
- Captive Heart: The James Mink Story (1996) Film TV
- Undue Influence (1996) Film TV
- Il coraggio del cuore (To Brave Alaska) (1996) Film TV
- To Dance with Olivia (1997) Film TV
- Flood: A River's Rampage (1998) Film TV
- Due South: due poliziotti a Chicago (Due South), l'episodio "Mojo Rising" (1998)
- Little Men (1998) Serie TV
- Deep in the Citygli episodi "Blood Sports" (1999) e "Thicker Than Water" (1999)
- Psi Factorgli episodi "Return" (1998) e "Chango" (1999)
- The Secret Path (1999) Film TV
- Locked in Silence (1999) Film TV
- Stolen from the Heart (2000) Film TV
- Senza alibi (No Alibi) (2000)
- Twice in a Lifetime, l'episodio "Final Flight" (2001)
- Paradise Falls, gli episodi "Where's Sarah Braga?" (2001), "Yvonne's Surprise" (2001), "The Truth About Pamela" (2001), "Yvonne Takes Charge" (2001), "The Body" (2001), "The Day After" (2001), "Rose's Date" (2001), "Where's Roxy?" (2001), "Billy the Cheat" (2001), "Grave Surprise" (2001), "Fatal Attraction" (2001) e "Goodbye Tyrone" (2001)
- Silent Voice (2001) Film TV
- Relic Hunter (Relic Hunter), gli episodi "La bambola diabolica" (2001) e "L'amuleto stregato" (2002)
- Pianeta Terra - Cronaca di un'invasione (Earth: Final Conflict), gli episodi "Attraverso lo specchio" (1998), "Il summit" (2001) e "Cattiva genetica" (2002)
- Tracker, l'episodio "Back Into the Breach" (2002)
- Doc (Doc), l'episodio "Angeli in attesa" (2003)
- Mutant X, l'episodio "Il testimone" (2003)
- Alien Tracker (2003) Uscito in home video
- Shattered City: The Halifax Explosion (2003) Film TV
- Agente speciale Sue Thomas (Sue Thomas: F.B.Eye), gli episodi "The Signing" (2002), "The Heist" (2003), "Missing (2003), "Bad Hair Day" (2004), "Elvis Is in the Building" (2004) e "The Body Shop" (2004)
- The Last Movie (2012)

### Sceneggiatore
- Talking Film (1978) Serie TV
- World According to Nicholas (1979) Serie TV
- The Moviemakers (1983) Serie TV
- The Legs of the Lame (1985) Cortometraggio
- Confidential (1986)
- The Last Movie (2012)

### Montatore
- The Maker and the Process (1970) Cortometraggio televisivo
- Hailey's Gift (1977) Film TV
- Talking Film (1978) Serie TV
- World According to Nicholas (1979) Serie TV
- The Moviemakers (1983) Serie TV
- The Legs of the Lame (1985) Cortometraggio
- Confidential (1986)
- The Last Movie (2012)